# Filippo De Cecco
Filippo Giovanni De Cecco (Fara San Martino, 8 aprile 1854 – Fara San Martino, 27 luglio 1930) è stato un imprenditore italiano, fondatore dell'azienda De Cecco.

## Biografia
Nasce a Fara San Martino in provincia di Chieti in Abruzzo, figlio di un mugnaio. De Cecco affianca nel 1869 il padre nella gestione del mulino comunale del suo paese natale e nel 1872 è titolare in proprio di una licenza per l'esercizio di un mulino. Dopo il servizio militare, nel 1876, è in grado di acquistare l'impianto molitorio che gestisce da qualche anno. 
Inizia l'attività di pastaio alla metà degli anni ottanta, quando il settore della molitura e della fabbricazione delle paste alimentari riprende vigore dopo un'acuta crisi, in seguito all'abolizione delle pesanti tasse sul macinato e sulla pasta imposte dai governi postunitari.
In Abruzzo, nei decenni centrali dell'Ottocento, il comparto più diffuso dell'attività manifatturiera è quello della trasformazione alimentare: i pastifici sono per lo più piccoli laboratori a conduzione familiare, presenti in maniera capillare sul territorio, il cui prodotto è rivolto quasi esclusivamente al consumo locale. In particolare, nel Chietino, la diffusione di tali attività è legata ad alcuni vantaggi di localizzazione, come la disponibilità di forza motrice idrica, l'abbondanza di manodopera a basso costo, la presenza di materie prime e di un sicuro mercato di sbocco locale.

### Stabilimento De Cecco

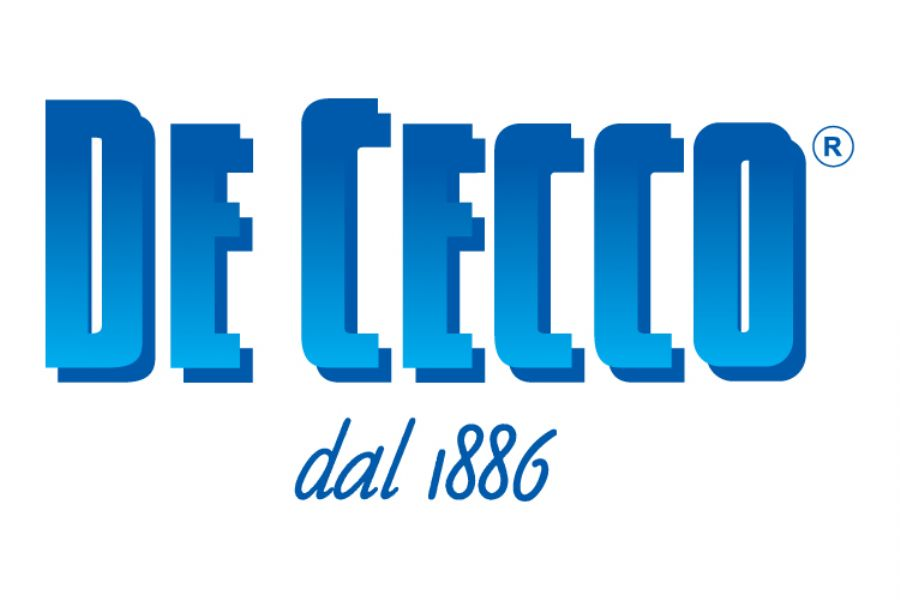
Logo di F.lli De Cecco di Filippo - Fara San Martino

Il primo nucleo della fabbrica di De Cecco, nel 1886, comprende un mulino, un vecchio stabilimento nel quale si produce la pasta e un “baraccone” di circa 100 m² adibito alla fase dell'asciugatura (durante il giorno i maccheroni venivano essiccati al sole e riposti al coperto per la notte). Lo stabilimento viene ben presto dotato di gramole e torchi azionati dall'energia idraulica, ma la capacità produttiva dell'impianto risulta notevolmente limitata dal clima rigido della Regione, che allunga significativamente i tempi di essiccazione.

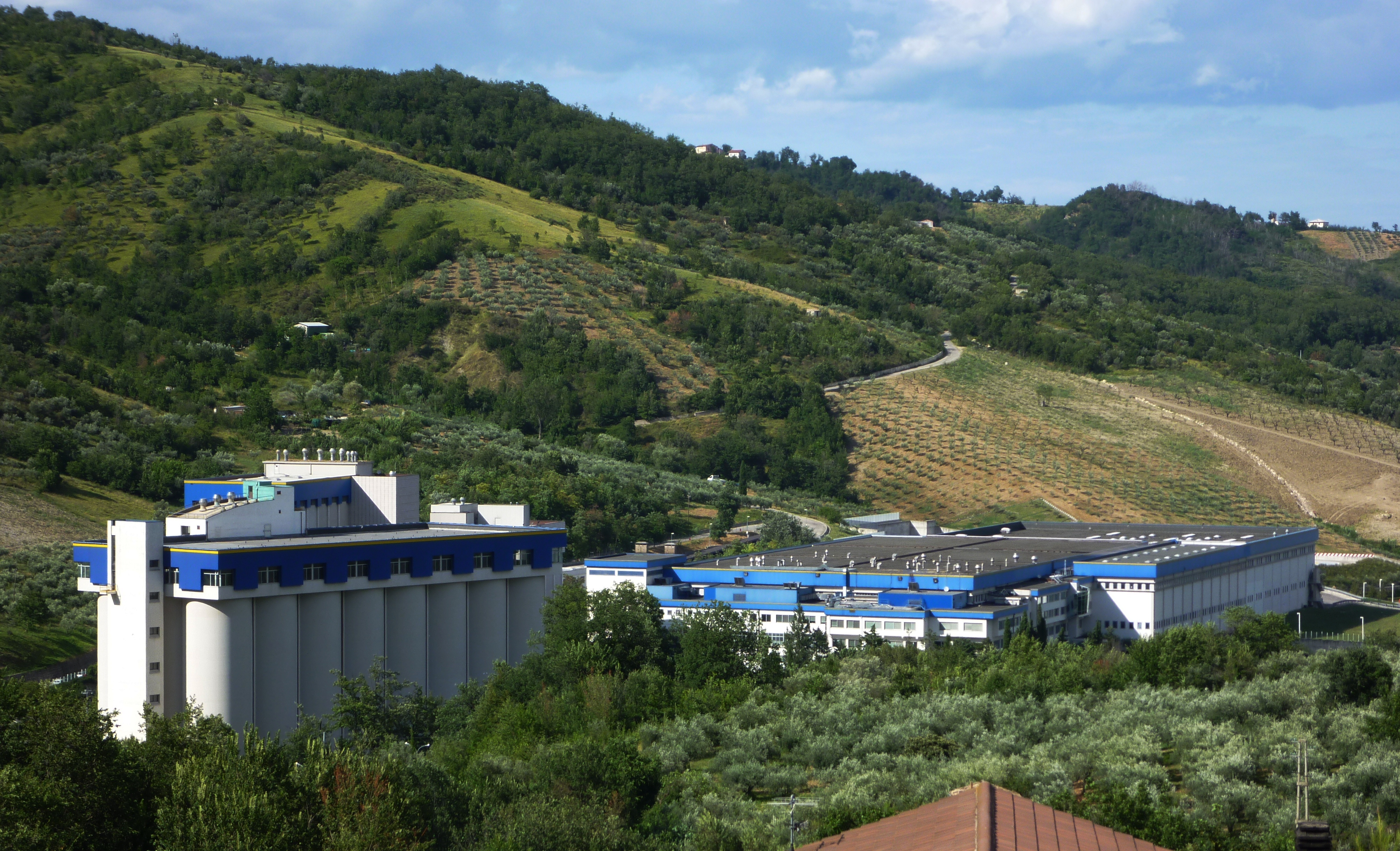
La moderna azienda De Cecco di Fara San Martino

Nell'intento di risolvere il problema, già nel 1889 De Cecco mette in funzione presso lo stabilimento una cabina per l'essiccazione: la macchina, messa a punto dallo stesso imprenditore, presenta un sistema di ventilazione ad aria calda e un aspiratore, con un cassone forato al cui interno, su vassoi estraibili, viene stesa la pasta da asciugare. La macchina prevede due distinte camere, una luminosa e l'altra buia, allo scopo di riprodurre l'asciugatura naturale alla luce del sole e il “riposo” notturno. In seguito a perfezionamenti successivi del procedimento, la soluzione dei problemi di essiccazione a bassa temperatura consente di svincolare la produzione dai fattori climatici e stagionali.
In questi anni De Cecco sperimenta anche l'impasto con acqua tiepida, riscaldata con una macchina a vapore, e le trafile in bronzo. Nel 1894 amplia e ammoderna i locali e realizza un acquedotto. Alla fine del secolo la produzione giornaliera dello stabilimento raggiunge il quintale e mezzo di pasta di grano duro.

### Esposizioni internazionali
Le esposizioni internazionali rappresentano una preziosa occasione per consentire all'azienda di uscire dalla limitata realtà abruzzese, affermandosi progressivamente su mercati sempre più ricchi: nel 1894 la De Cecco partecipa con successo alla mostra di Anversa; quattro anni dopo è presente all'Esposizione internazionale di Torino e, sempre nel 1898, ottiene la medaglia d'oro all'Esposizione internazionale di Amburgo. De Cecco rivolge in questi anni un'attenzione specifica alle piazze d'Oltreoceano, dove la comunità degli emigranti italiani cresce di anno in anno garantendo una domanda in espansione. Per curare i contatti con il mercato americano è presente alla Fiera Colombiana di Chicago del 1893 e alla fiera di Filadelfia nel 1898.
Negli ultimi anni del XIX secolo il pastificio raggiunge un notevole sviluppo: lo stabilimento conta 30 locali che comprendono il pastificio vero e proprio, il mulino, il magazzino e il punto vendita della pasta. Nel 1905 le macchine del pastificio sono alimentate con l'energia idroelettrica; sul versante della commercializzazione, nel nuovo secolo vengono curati l'immagine e il confezionamento del prodotto e la pasta De Cecco comincia a identificarsi nel volto sorridente della contadina abruzzese con le spighe di grano e il pacchetto azzurro e giallo di pasta in mano.
All'inizio del Novecento risale l'impegno politico di De Cecco quale sindaco di Fara, dal 1905 al 1909: gli obiettivi principali che si propone di raggiungere nel corso del suo mandato appaiono strettamente connessi alla sua attività imprenditoriale e riguardarono in primo luogo il sostegno alle attività produttive presenti sul territorio comunale e il miglioramento delle infrastrutture e delle vie di comunicazione. Nel 1906 è nominato Cavaliere del lavoro e nel 1908 è eletto consigliere della Camera di commercio della Provincia di Chieti. 
Il miglioramento dei trasporti fra l'Abruzzo e il resto della Penisola è una esigenza particolarmente sentita dall'imprenditore, in seguito all'estensione della rete di distribuzione dei prodotti pastari De Cecco a livello nazionale e internazionale, prevalentemente attraverso il porto Napoli. I contatti di De Cecco con il mercato statunitense privilegiano inizialmente la piazza di Filadelfia, attraverso la sede di corrispondenza che fa capo a un conterraneo emigrato. Fino alla Prima guerra mondiale procede l'allargamento della rete di relazioni dirette con altri importatori italo-americani, da Seattle a New York, mentre inizia a interessarsi al mercato sudamericano.
Alla fine del 1914 la ditta individuale è trasformata in Società Cavalier Filippo De Cecco & Figli.

### Prima guerra mondiale
Lo scoppio della prima guerra mondiale colpisce gravemente il mercato nazionale così come la domanda di pasta dal continente americano. Il conflitto comporta soprattutto difficoltà di approvvigionamento del grano adatto alla produzione di pasta e un progressivo aumento del suo prezzo per cui, nonostante una riduzione del dazio all'importazione, il settore delle paste alimentari entra in una fase di crisi profonda. Nel 1915 l'imprenditore abruzzese è obbligato a rifiutare i consistenti ordini provenienti dai suoi committenti d'Oltreoceano e a interrompere ripetutamente, e per lunghi periodi, la produzione. Nel difficile quadro del periodo bellico ben poca cosa sono le commesse che la ditta riesce a ottenere dal Governo nel 1917 per le forniture di pasta all'esercito: la materia prima fornita dall'amministrazione militare è scadente e non adatta alla pastificazione e il prezzo pagato risulta poco remunerativo. A fronte dell'aumento dei costi di produzione, anche il prezzo imposto per la vendita ai privati comporta perdite per l'impresa.

### Ripresa
Il mercato italiano della pasta inizia a riprendersi solo dopo il 1920, quando vengono abolite le restrizioni alla produzione e alla commercializzazione; De Cecco riallaccia i contatti con i suoi commissionari d'Oltreoceano nella primavera del 1921 e per tutta la prima metà degli anni Venti invia negli Stati Uniti almeno 4.000 quintali di pasta ogni anno. Quello nordamericano è un mercato vitale per la produzione dell'impresa, perché sui mercati nazionali ed europei la concorrenza dei produttori campani e della Barilla rende difficile l'affermazione dei prodotti De Cecco. Nel 1924, ormai settantenne, l'imprenditore abruzzese decide la cessione della direzione e delle sue quote societarie ai figli: rimane però nel Consiglio di amministrazione della F.lli De Cecco di Filippo e continua a orientare le scelte strategiche dell'impresa, in particolare con la decisione di costruire a Pescara un moderno stabilimento che integra in grande scala la produzione delle farine e quella della pasta. Con la costituzione di una nuova società, la Società anonima molino De Cecco, nel 1927, inizia una nuova fase della vicenda imprenditoriale di De Cecco: lo stabilimento di Pescara, un imponente complesso di sei piani, fornito di ampi essiccatoi e di sale d'imballaggio, si afferma come il polo industriale più dinamico della regione (in particolare il mulino, che agli inizi degli anni Trenta raggiunge una capacità lavorativa giornaliera di circa 500 quintali di grano).
De Cecco muore a Fara San Martino nel 27 luglio del 1930. In seguito ai contraccolpi della crisi internazionale lo stabilimento sospende la produzione per un anno, ma nella seconda metà degli anni trenta la ripresa dell'attività produttiva vede il definitivo consolidamento dell'impresa sul mercato nazionale e su quello internazionale (con esportazioni in Europa – Belgio, Inghilterra, Germania, Svizzera – e nel continente americano).

## Archivio
Presso l’Archivio della De Cecco sono conservati documenti utili alla ricostruzione della storia dell'azienda.